# Sebastián Nayar
Sebastián Nayar (Buenos Aires, Argentina, 10 de mayo de 1988) es un futbolista argentino, juega como mediocampista, y actualmente se encuentra en el Victoria Hotspurs F.C. de Malta

## Trayectoria
Debutó el 17 de mayo de 2008 en el triunfo por 2-1 ante Racing Club, disputando los 63 minutos iniciales. El 25 de mayo de 2008, ocupó un lugar en el banco de suplentes, en el partido que Boca Juniors empató con Vélez Sarsfield 1 a 1.
En julio de 2008 fue transferido envuelto en polémica al Real Club Recreativo de Huelva, al no cumplir supuestamente con una prórroga de su contrato firmado con Boca Juniors que lo ligaba al club xeneize hasta junio del 2012, prórroga que el jugador asegura que nunca firmó. El Real Club Recreativo de Huelva, el jugador y su representante afirman que el contrato que defiende Boca Juniors carece de validez alguna, ya que se comenta incluso la posible falsificación del documento por parte del club argentino. El traspaso del jugador y la presunta falsificación de la firma del jugador por parte de Boca Juniors estaba pendiente de una resolución de la FIFA. El Recreativo y el jugador, no contentos con esta resolución, recurrieron la decisión de la FIFA al TAS. El 26 de noviembre este organismo le concedió el traspaso provisional al Recreativo, ya que primaba la voluntad del jugador de querer jugar en el club onubense. Finalmente, horas antes de que expirase el plazo máximo dictaminado por el Tribunal Arbitral del Deporte (11 de marzo) para que los clubes alcanzasen un acuerdo amistoso, se llegó a formalizar un traspaso cuya cuantía ascendió al millón de dólares.
Nayar se convirtió finalmente en jugador del Recreativo de Huelva a todos los efectos y debutó oficialmente en un partido contra el Villarreal Club de Fútbol. Al finalizar esa misma temporada el Real Club Recreativo de Huelva llega a un acuerdo con el jugador para rescindir el contrato, debido a la indisciplina demostrada por Nayar a lo largo de todo el año (incluidas multas por sobrepeso, multas por llegar tarde, enfrentamientos con el entrenador y compañeros, etc.).
Para la temporada 2010 fue contratado por el Deportivo Cali de Colombia, en el cual en un partido amistoso en beneficio de los afectados por el terremoto de Haití, contra el América se lesionó y sufrió un derrame articular.
En septiembre de 2010, firmó con el Atlante (México), pero no tuvo buenas actuaciones, y rescindió su contrato en diciembre.
En 2011 se sumó a Aldosivi, donde disputó 11 partidos, hasta que a mitad de año rescindió su contrato.

## Clubes
| Club                   | País      | Año         |
| ---------------------- | --------- | ----------- |
| Boca Juniors           | Argentina | 2008        |
| Recreativo Huelva      | España    | 2008-2009   |
| Deportivo Cali         | Colombia  | 2009-2010   |
| Atlante                | México    | 2010        |
| Club Atlético Aldosivi | Argentina | 2011        |
| Orihuela CF            | España    | 2012        |
| San Roque de Lepe      | España    | 2013        |
| Kerkyra                | Grecia    | 2013 - 2015 |
| AE Larisa              | Grecia    | 2015 - 2016 |
| Panegialios FC         | Grecia    | 2016        |
| Floriana FC            | Malta     | 2017        |
| Lincoln FC             | Gibraltar | 2017        |
| Floriana FC            | Malta     | 2018        |
| Ħamrun Spartans        | Malta     | 2018 - 2019 |
| Victoria Hotspurs F.C. | Malta     | 2020        |